# 北九州地方
北九州地方（きたきゅうしゅうちほう）とは、福岡県を4つに分割した地域（福岡地方・筑豊地方・筑後地方）の一つで、県北東部に位置する。

## 構成自治体

福岡県 地域区分図
福岡地域
筑後地域
北九州地域
筑豊地域
（濃色が市部、淡色が郡部）

| 福岡地域 筑後地域 | 北九州地域 筑豊地域 |

- 北九州市
- 京築地方
  - 行橋市
  - 豊前市
  - 京都郡
    - 苅田町
    - みやこ町

  - 築上郡
    - 築上町
    - 上毛町
    - 吉富町
- 遠賀地方
  - 中間市
  - 遠賀郡
    - 水巻町
    - 芦屋町
    - 遠賀町
    - 岡垣町

## 地理
北九州地方では西部と東部で文化・生活圏などが若干異なる場合がある。これは西部地域（北九州市戸畑区・八幡西区・八幡東区・若松区、中間市、遠賀郡）では旧筑前国に属し、東部地域（北九州市小倉北区・小倉南区・門司区、行橋市、豊前市、京都郡、築上郡）は旧豊前国に属していたためである。北九州地方で使われる北九州弁でも、西部と東部では異なる部分があり北九州地区の南東部の豊前市、築上郡東部では大分県中津市の経済圏（中津都市圏）に属し大分県の方言（中津弁、大分弁）の特徴も出てくる。また北九州市を除く東部地域は京築（けいちく）、西部地域では遠賀（おんが）と呼ばれ、京築地域では北部を京都地域、南部を豊築地域に分ける事がある。

### 地域的特徴
- 北九州市と隣接する苅田町は自動車産業が盛んで、北部九州の自動車産業を牽引する地域である。その他に北九州市は工業都市として知られており、沿岸部には多くの工場が立地する。
- 北九州市と山口県下関市、豊前市および築上郡東部と大分県中津市など県境を越えた交流も盛んである。
- 産炭地であった筑豊地方とは古くから往来が盛んである。特に、北九州地区・筑豊地方の旧筑前国側（北九州市西部・遠賀地区・直鞍地区・嘉飯山地区）と、北九州地区・筑豊地方の旧豊前国側（北九州市東部・京築地域・田川地区）とでそれぞれ繋がりが深い。
- 地区全域の人口は約127万人。中間市、遠賀郡、行橋市、苅田町は北九州市のベッドタウンとして発達しており、住宅地が形成されている。住宅地が形成された遠賀郡（芦屋町を除く）や行橋市では人口が増加している一方で上毛町、みやこ町、芦屋町では過疎地域に指定されるなど、人口は減少と過疎化が進んでいる地域もある。
- 行橋市、豊前市、遠賀郡、みやこ町、築上郡は平野が広がっており、農業が盛んである。また、周防灘と玄界灘に面する地域では漁業が盛んで、アサリやカキなどの産地として知られる。
- 福岡県道の一般県道は200～300番台が使われる。

## 天気予報の区分
- 全地域が一次細分区域では「北九州地方」に区分される。
- 福岡管区気象台が発表するポイント予報においては、県の北九州県土整備事務所に置かれている機器のデータが「八幡（やはた）」として公表されるが、民間の気象情報業者が発表するポイント予報では異なる観測点のデータが利用されることが多い。小倉については都心部のデータが使われるものと、鱒淵ダムにおけるデータが使われるものとがある。NHK北九州放送局は気象台発表と民間業者発表を併用する。
- 注意報の区分も同一だが二次細分区域では2つに区分される。
北九州・遠賀
北九州市・中間市・遠賀郡（水巻町・遠賀町・芦屋町・岡垣町）
京築
行橋市・豊前市・京都郡（苅田町・みやこ町）・築上郡（築上町・上毛町・吉富町）

## 自動車のナンバープレート
- 全地域「北九州」

## 福岡県の区域
- 福岡地方
- 筑豊地方
- 筑後地方